# Cliff Burton
Cliff Burton, właśc. Clifford Lee Burton (ur. 10 lutego 1962 w Castro Valley, zm. 27 września 1986 w Dörarp, gmina Ljungby) – amerykański gitarzysta basowy zespołu Metallica, wcześniej basista zespołu Trauma.

## Życiorys

### Młodość
Urodził się 10 lutego 1962 roku jako trzecie dziecko Jan i Raya Burtonów. Jego matka Jan, była nauczycielką a jego ojciec Ray, był inżynierem drogowym. Uczęszczał do Erl Warren Junior High, w której jego matka uczyła dzieci specjalnej troski. Był bardzo dobrym uczniem był także bardzo uzdolniony. Interesował się muzyką od najmłodszych lat. Był lubiany i miał mnóstwo przyjaciół. Pod koniec okresu dzieciństwa zaczął naukę gry na fortepianie.
Jego starszy brat Scott zmarł 19 maja 1975 roku, gdy Cliff miał 13 lat, niedługo później, na przełomie 1975–1976 zaczął uczyć się gry na basie. Początkowo nauka nie szła mu za dobrze, ale w ciągu kilku następnych lat, wielokrotnie przerastał swoich nauczycieli muzyki. Jednym z późniejszych nauczycieli muzyki Cliffa, był doskonały muzyk Steve Doherty, który wysoko podniósł poprzeczkę. Korzystał z książek, które nie zawierały tabulatorów, więc Cliff musiał nauczyć się zapisu nutowego. Był bardzo pilny i zawsze przychodził na lekcję przygotowany, był gotowy na to czego miał uczyć się w następnej kolejności. Steve zainteresował go muzyką Barokową m.in. Bachem oraz Beethovenem. Nie interesowała go tylko klasyka, ale także zespoły współczesne takie jak Discharge oraz The Misfits.
Jedną z jego szkolnych koleżanek była Audrey Kimball, która później została jego dziewczyną i sama założyła własny zespół pod nazwą Elysium.

### Pierwsze zespoły
Karierę muzyczną zaczynał w AD 2 Million, potem była EZ Street wspólnie z Jimem Martinem (później Faith No More), później zespół zmienił nazwę na Agents of Misfortune (nazwa pochodziła od jednego z albumów Blue Öyster Cult). Pierwszym poważnym zespołem, który się dla nich wówczas liczył, była formacja EZ Street, w skład której wchodził również przyszły perkusista Faith No More, Mike „Puffy” Bordin – sporadycznie jego miejsce zajmował przyjaciel Burtona, Dave Donato. Burton udzielał się również w zespole Spastik Children.

### Trauma
Z czasem odszedł z EZ Street i dołączył do nieco bardziej znanego wówczas zespołu z Bay Area o nazwie Trauma. Wspólnie z Jimem Martinem, Mikiem Bordinem oraz Billem Gouldem zagrał jeszcze jeden koncert w Mabuhay Gardens w San Francisco. Pośród publiczności przychodzącej na pierwsze koncerty EZ Street znajdował się Kirk Hammett, który w tym czasie sprawdzał wielu miejscowych muzyków, kompletując własny zespół, Exodus. Wspólnie z Traumą Burton zaczął koncertować w San Francisco i okolicach. Stał się znany ze swoich solo basowych, które nakładał na gitary rytmiczne.

### Metallica
W tamtym czasie szybko wzrastało zainteresowanie firm fonograficznych muzyką heavymetalową. Brian Slagel wyprodukował jedną z najbardziej przełomowych kompilacji w historii tego gatunku, Metal Massacre, gdzie debiutowała Metallica (utwór „Hit the Lights”). Zespół po wydaniu taśmy demo No Life ’Til Leather przygotowywał się do nagrania pierwszego albumu studyjnego. Brakowało jednak basisty, ponieważ Ron McGovney zrezygnował ze współpracy z Hetfieldem i Ulrichem. Slagel polecił im basistę Traumy – Cliffa Burtona. 30 listopada po raz ostatni z Metallicą zagrał McGovney.
28 grudnia 1982 odbyła się pierwsza próba Metalliki z Cliffem Burtonem. Po raz pierwszy wspólnie z Metallicą wystąpił 5 marca 1983 roku, wtedy też zaprezentował zgromadzonej publiczności skomponowany przez siebie utwór „Anesthesia (Pulling Teeth)”. Nieco ponad miesiąc później Mustaine’a zastąpił Kirk Hammett, a dzięki podpisaniu kontraktu z Jonnym Zazulą (przy wyborze nazwy Megaforce dla jego wytwórni bardzo pomógł Cliff Burton) Metallica otrzymała środki na nagranie pierwszego albumu. Owocem sesji do Kill ’Em All (również i ta nazwa została wymyślona przez Burtona) było dziesięć ukończonych utworów, wszystkie już wcześniej wykonywali na żywo.
W 1984 Metallica wydała kolejny album – Ride the Lightning, natomiast trzeci ukazał się na początku roku 1986. W komponowaniu utworów na wszystkich trzech albumach Burton brał aktywnie udział.
Tuż przed wydaniem Master of Puppets Burton wspólnie z Jamesem Hetfieldem, wokalistą Fredem Cottonem i gitarzystą Jackiem McDanielem stworzyli dla zabawy zespół o nazwie Spastik Children. W tym improwizowanym kwartecie, w którym Hetfield grał na perkusji, 31 stycznia wystąpili po raz pierwszy w Ruthie’s Inn w San Francisco, a potem na kilku kolejnych koncertach w tym mieście.

### Śmierć

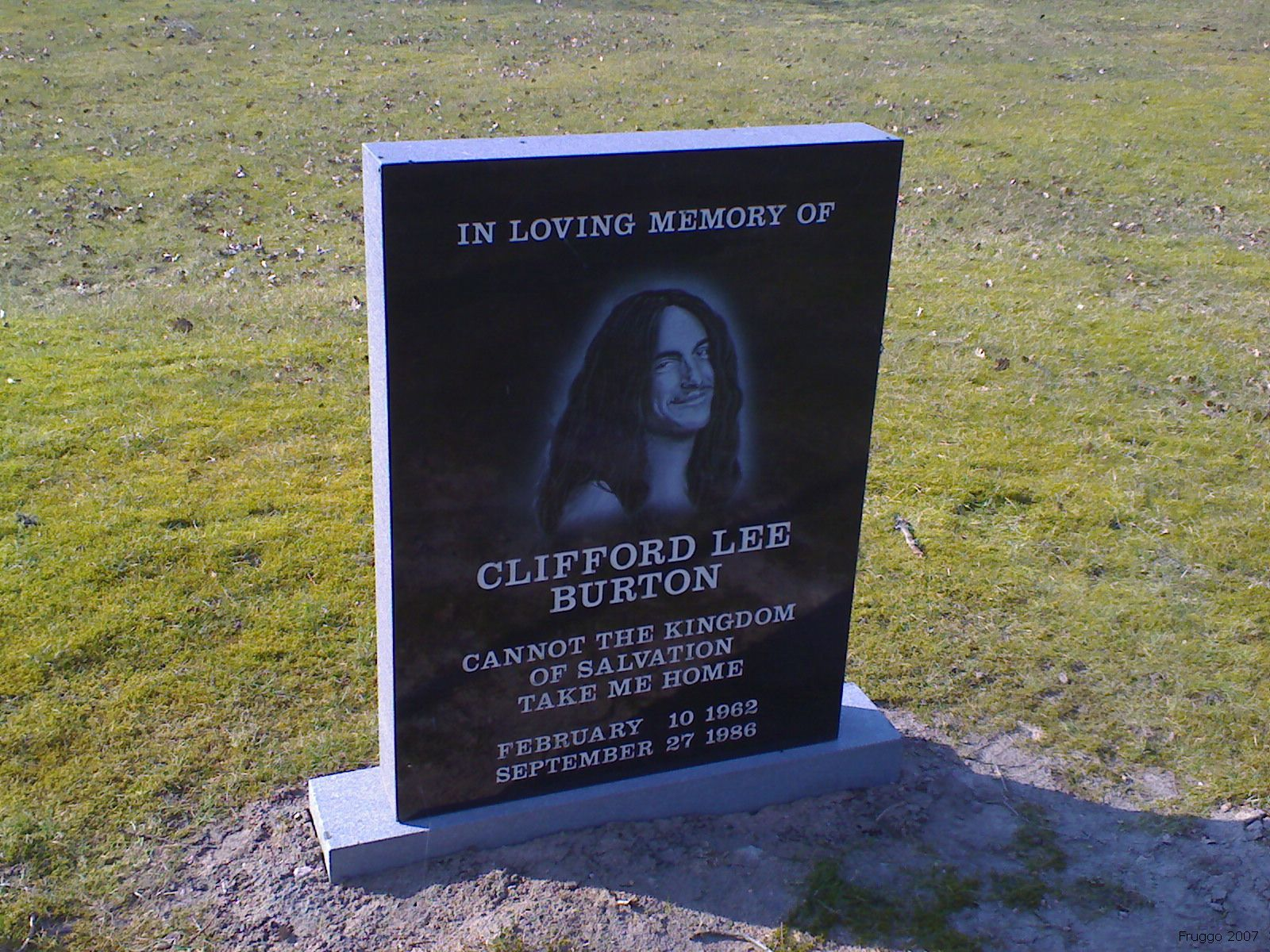
Nagrobek Cliffa Burtona w Ljungby

27 września 1986 roku, nad ranem, niedaleko Ljungby w Szwecji, gdzie zespół był na trasie koncertowej, miał miejsce wypadek, którego przyczyny nigdy do końca nie udało się wyjaśnić. John Marshall: „Byliśmy na dwupasmowej drodze. Autobus zjechał na prawo i myślę, że kierowca chciał to skorygować. W każdym razie odbił w lewo. Autobus wpadł w poślizg. Zarzuciło tyłem, który podskakując obrócił się i przesunął do przodu. Wtedy wszyscy zaczęliśmy się budzić. Gdy autobus zaczął się trząść wpadłem plecami na jedną z takich krawędzi. Na koniec pojazd zsunął się na pobocze, a gdy koła złapały nowe podłoże, wywrócił się na bok. Cliff spał w prawym końcu autobusu. Myślę, że został wypchnięty przez okno, gdy pojazd zaczął się kołysać i skakać. Potem, gdy autokar przechylał się na bok, Burton znalazł się między drogą a spadającym na nią autobusem”. Burton nie był zapięty pasami, w efekcie wypadł z autokaru, który runął na niego, gdy się wywracał. Basista poniósł śmierć na miejscu. 
James Hetfield zapytany, co pamięta z reszty tego dnia, odpowiedział: „Po prostu zawołałem menedżera trasy mówiąc: OK, zbierzmy zespół do kupy i zabierzmy ich do hotelu. Przez moją głowę przewijały się jednak myśli: 'Zespół? Nie ma mowy! „zespół” nie jest już zespołem. Jest nas tylko trzech”. Po latach świadek zdarzenia na pytanie, czy droga była oblodzona, odpowiada: „Mówili, że taka mogła być przyczyna wypadku. Osobiście uważam, że to nie wchodzi w grę. Jezdnia była sucha. Wierzę, że temperatura mogła się wahać w nocy w okolicach zera, ale że było ślisko? Nie sądzę.” Dopiero po kilku dniach od wypadku podano formalną przyczynę zgonu. Cliff Burton zginął w wyniku zmiażdżenia klatki piersiowej.
Pogrzeb muzyka odbył się 7 października 1986 w jego rodzinnym mieście Castro Valley w Kalifornii, a prochy rozrzucono po Maxwell Ranch. Jego przyjaciel Dave Donato, z którym on i Jim Martin grywali jeszcze kilka lat wcześniej, opowiadał: „Staliśmy w dużym kole, a w środku znajdowały się prochy Cliffa. Każdy z nas podchodził do środka, brał ich garść i mówił, to co miał do powiedzenia... potem rzucaliśmy prochy na ziemię, w miejscu, które tak bardzo kochał”. Na koniec ceremonii zagrano „Orion”, utwór, który skomponował Burton.
W 1992 Lars Ulrich wspominał basistę: „Cliff był odpowiedzialny za wiele rzeczy, które zdarzyły się pomiędzy Kill ’Em All a Ride the Lightning. Pokazał mi i Jamesowi zupełnie nowe muzyczne wymiary harmonii i melodii, coś całkiem nowego, a to oczywiście miało duży wpływ na nasz sposób komponowania przy Master of Puppets [ostatni album nagrany wraz z Burtonem] – chcę powiedzieć, że sposób, w jaki ja i James komponowaliśmy utwory, został ukształtowany, gdy w zespole był Cliff i w dużej mierze powstał w oparciu o muzyczny wkład Cliffa; sposób, w jaki uczył nas o harmonii i melodii i tym podobnych sprawach. Wiesz, nie chcę brzmieć ckliwie, ale jego duch jest zawsze z nami i zdecydowanie w dużej mierze przyczynił się do ukształtowania zespołu na początku naszej kariery, do naszej postawy i odczuwania muzyki, do wszystkiego. Miał duży wkład w przekształcenie Metalliki w to, czym teraz jest, nawet mimo faktu, że już go z nami nie ma”.